# Jaguar XJ220 (datorspel)
Jaguar XJ220 är ett 2.5D racingspel släppt av Core Design för Amiga och Mega-CD 1993.

## Översikt
Spelet utspelar sig i en serie av mästerskapslopp i 12 olika länder, med tre tävlingar i varje land. Spelaren börjar i England, men måste sedan bestämma nästa land att tävla i, som kostar laget olika belopp. Spelaren kan också välja att reparera skador på bilen.

## Banredigeraren
Ett inslag i detta spel som var ganska unikt på den tiden var att man kunde skapa egna banor, genom att använda redigeringsläget i spelet.
Spelet hade också ett flerspelarläge.